# Leopold I. Babenberský
Leopold I. Urozený, nebo také Luitpold I. či Liutpold I. (kolem 940 – 10. července 994, Würzburg) byl zakladatelem babenberské dynastie. V letech 976 až 994 vládl bavorské východní marce jako markrabě.

## Původ

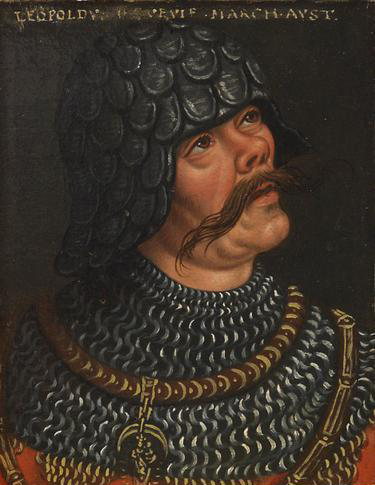
Leopold I.

Ačkoliv není svým potomkem Otou z Freisingu zmiňován, jeho Babenberská kronika začíná Leopoldovým synem Vojtěchem, je Leopold pokládán za praotce babenberského vládnoucího domu, který výrazně ovlivnil dějiny Rakouska.
Leopold byl synem Jindřicha Babenberského, zakladatele mladší linie rodu Babenberků, příbuzného Jindřicha I. Ptáčníka. Jeho bratr markrabě bavorské Severní marky Berthold I. byl dědečkem české kněžny Jitky ze Svinibrodu.

## Život
Zmínky o hraběti Východní marky a vazalu císaře Oty II. Leopoldovi (Liupovi) pocházejí už z roku 962, kdy jej ve svém privilegiu císař zmiňuje. Leopold stál na císařově straně při vzpouře bavorského vévody Jindřicha II. v roce 976 a dostalo se mu za to odměny. Za markraběte (marchio Liutpalus) je Leopold poprvé označován 21. července 976, kdy mu byla císařem Otou II. udělena v léno bavorská Východní marka. Leopold sídlil zřejmě v Pöchlarnu, ale také jako jeho následovníci v Melku. Roku 991 rozšířil svá území dále na východ až k řece Fische v Dolních Rakousích.
8. července se Leopold se svým synem Jindřichem zúčastnil mše na počest sv. Kiliána ve Würzburgu, kam jej pozval tamní biskup.
| „                     | ... avšak o svaté noci, po jitřní, byl markrabě smrtelně zasažen šípem, když se oddával bojovým hrám se svými rytíři... | “ |
| — Dětmar z Merseburku | |   |

Útok byl pravděpodobně cílen na Leopoldova syna Jindřicha. Měl být pomstou za oslepení Eberharda, biskupova bojovníka. Leopold se stačil vyzpovídat a zemřel o dva dny později. Byl pohřben na místě svého skonu.